# NK Mladost Gornja Dubica
NK Mladost je bosanskohercegovački nogometni klub iz Gornje Dubice kod Odžaka.
Trenutačno se ne natječu u seniorskoj konkurenciji. Kadeti, pioniri i početnici Mladosti se natječu u županijskim ligama PŽ.
U sezonama 2010./11. i 2011./12. nogometaši Mladosti su igrali u doigravanju za pionirskog prvaka FBiH odnosno BiH. U sezonama 2014./15. i 2016./17. bili su prvaci Posavske županije u kategoriji pretpionira te su sudjelovali na doigravanju za prvaka FBiH.